# Robert Bichet
Pour les articles homonymes, voir Bichet.
Robert Bichet est un homme politique français, né le 3 octobre 1903 à Rougemont (Doubs) et décédé le 29 mai 2000 à Besançon (Doubs). Il est député MRP de Seine-et-Oise (1946-1958) et maire d'Ermont (1959-1971). Il a laissé son nom à la loi Bichet (1947) qui règlemente la distribution de la presse écrite.

## Biographie
De formation ingénieur Arts et Métiers de Châlons-en-Champagne (anciennement Châlons-sur-Marne) promotion 1922, conseiller municipal de sa ville natale, Rougemont, après 1935, il entre en Résistance pendant la Seconde Guerre mondiale. Il y organise l’information clandestine en Bourgogne et en Franche-Comté, avec l'aide de Pierre-Henri Teitgen et Francisque Gay.
À la Libération, il est nommé à la tête des services de l’Information par le général de Gaulle. Puis, il devient sous-secrétaire d'État à la présidence du Conseil et à l'Information du gouvernement Georges Bidault (1) (du 24 juin 1946 au 28 novembre 1946). Il est ensuite l'initiateur de la loi Bichet du 2 avril 1947 qui régit le processus de distribution de la presse écrite en France.
En parallèle à ses nombreux mandats locaux (député-maire d'Ermont, conseiller général, puis régional), il milite tôt en faveur de la construction européenne. C'est ainsi qu'il devient vice-président de l'Assemblée parlementaire du Conseil de l'Europe de Strasbourg et participe à l'élaboration du drapeau européen.
Il préside aussi le Conseil supérieur du pétrole de 1953 à 1960.

## Autres fonctions exécutives
- Député MRP de Seine-et-Oise (1946-1958)
- Conseiller municipal d'Ermont (1953-1959)
- Maire d'Ermont (1959-1971)
- Conseiller général du Val-d'Oise, canton d'Ermont (1967-1976)
- Conseiller régional d'Île-de-France
- Vice-président de l'Assemblée parlementaire du Conseil de l'Europe (1949-1959)

## Œuvres
- 1987, Bichet, Robert (1903-2000), La Cancoillotte : les fromages comtois et la vie rurale et pastorale en Comté
- 1983, Bichet, Robert (1903-2000), Célébration des gaudes : autrefois plat national comtois
- 1941, Bichet, Robert (1903-2000), La Chapelle de Saint-Hilaire, temple païen, église de Nahon, église paroissiale de Chazelot et Montferney. Suivi d'une légende locale : Les dames des prés
- 1976, Bichet, Robert (1903-2000), Un Comtois musulman, le docteur Philippe Grenier : prophète de Dieu, député de Pontarlier Prix Louis-Pergaud
- 1975, Bichet, Robert (1903-2000), Contes de Mondon : et d'autres villages comtois
- 1977, Bichet, Robert (1903-2000), La Décentralisation : commune, région, département ? : faut-il supprimer le Conseil général ?
- 1980, Bichet, Robert (1903-2000), La Démocratie chrétienne en France : le Mouvement républicain populaire
- 1985, Bichet, Robert (1903-2000), Le Drapeau de l'Europe[1]
- 1952, L'Éveil de l'Europe. Les cahiers des N.E.I. [Nouvelles équipes internationales.] Trimestriel. Directeur politique : Robert Bichet ; directeur de la publication : Robert Tromelin. Nouvelle série. No 1, juillet 1954
- 1973, Bichet, Robert (1903-2000), Histoire de Rougemont
- 1946, Bichet, Robert (1903-2000), L'Information est-elle une propagande ?
- 1994, Bichet, Robert (1903-2000), Métiers d'autrefois en Franche-Comté
- 1989, Bichet, Robert (1903-2000), Pasteur et le Sénat
- 1950, Georges Cioranesco… La Protection sociale de la jeunesse européenne. Préface de M. Robert Bichet
- 1978, Proverbes et dictons de Franche-Comté
- 1989, Racontottes de Franche-Comté
- 1989, Bichet, Robert (1903-2000), Récits, contes légendes de mon pays comtois
- 1991, Bichet, Robert (1903-2000), Réflexions et propos d'un vieil homme
- 1993, Bichet, Robert (1903-2000), La Résistance à Rougemont et dans la région
- 1979, Bichet, Robert (1903-2000), Un Village comtois au début du siècle

Les papiers personnels de Robert Bichet sont conservés aux Archives nationales sous la cote 519AP.